# Kuiu Island
Kuiu Island is een eiland in de Alexanderarchipel in de Alaska Panhandle in het zuidoosten van Alaska in de Verenigde Staten.

## Geografie
Het eiland is 105 kilometer lang en 10 tot 23 kilometer breed. Het heeft een landoppervlak van 1.936,16 km², waarmee het het 15e grootste eiland in de Verenigde Staten is. Het hele eiland maakt deel uit van Tongass National Forest. Het eiland ligt tussen Kupreanof Island in het oosten en Baranof Island in het westen. Het eiland wordt omgeven door Frederick Sound in het noorden met aan de overzijde Admiralty Island, in het westen door Chatham Strait, in het zuidwesten door de Golf van Alaska en in het zuidoosten door Sumner Strait met aan de overzijde het Prins van Waleseiland en Kosciusko Island. Ten zuiden van het eiland ligt Coronation Island met de Spanish Islands en Warren Island.
Bij de volkstelling van 2000 had het eiland een bevolking van 10 personen.
Het Cape Decision Light bevindt zich op Kuiu Island. Ook op het eiland zijn de Kuiu Wilderness en de Tebenkof Bay Wilderness gebieden.
De wateren rond het eiland liggen in de mariene ecoregio Noord-Amerikaans Pacifisch Fjordland.

## Geschiedenis
De naam van het eiland komt van het Kuiu Kwaan-volk van de Tlingit dat hier na de ijstijd leefde. Kuiu betekent in Tlingit maag. Na een pokkenepidemie die bijna het hele dorp wegvaagde, verhuisden de overlevenden naar de naburige Tlingit-gemeenschappen Kake en Klawock. Na de vernietiging van de Kuiu Kwaan-gemeenschap bezetten blanke kolonisten het eiland onder de Homestead Act. Veel van de huidige bevolking zijn afstammelingen van deze homesteaders.